# Slava Tsukerman
Slava Tsukerman (1940) é um diretor de cinema russo.